# Manihot quinquepartita
Manihot quinquepartita är en törelväxtart som beskrevs av Huber, David James Rogers och Subramaniam Ganapthi Appan. Manihot quinquepartita ingår i släktet Manihot och familjen törelväxter. Inga underarter finns listade i Catalogue of Life.